# The Distinguished Gentleman
The Distinguished Gentleman is een Amerikaanse film uit 1992 onder regie van Jonathan Lynn. 

## Verhaal
Een oplichter uit Florida genaamd Thomas Jefferson Johnson slaagt erin dezelfde naam te gebruiken met een onlangs overleden congreslid om zichzelf verkozen te krijgen in het Amerikaanse Congres, in de veronderstelling dat hij veel geld zou verdienen. Met de hulp van zijn vrienden en gesteund door een groep gepensioneerden, gebruikt hij oud campagnemateriaal van het overleden congreslid. Hij voert een low-budget campagne, waarin wordt opgeroepen tot naamsbekendheid, in de veronderstelling dat de meeste mensen niet goed opletten en eenvoudigweg op de 'naam' stemmen. 
Johnson komt het parlement binnen en wordt lid van de Commissie voor Energie en Industrie, waarna hij begint te profiteren van de ‘donaties’ die van overal komen. Op een dag laat een van zijn vrouwelijke kiezers hem de gevolgen zien die de elektriciteitsbedrijven veroorzaken in een kleine gemeenschap, met verschillende gevallen van kinderkanker. Hij beseft de ernst van de situatie en organiseert een oplichterij, waarmee hij de corruptie van de voorzitter van de Commissie, Dick Dodge, aantoont en hem laat arresteren.

## Rolverdeling
| Acteur               | Personage                |
| -------------------- | ------------------------ |
| Eddie Murphy         | Thomas Jefferson Johnson |
| Lane Smith           | Dick Dodge               |
| Sheryl Lee Ralph     | Loretta Hicks            |
| Joe Don Baker        | Olaf Andersen            |
| James Garner         | Jeff Johnson             |
| Victoria Rowell      | Celia Kirby              |
| Grant Shaud          | Arthur Reinhardt         |
| Kevin McCarthy       | Terry Corrigan           |
| Charles S. Dutton    | Elijah Hawkins           |
| Victor Rivers        | Armando                  |
| Chi McBride as Homer |                          |
| Sonny Jim Gaines     | Van Dyke                 |
| Noble Willingham     | Zeke Bridges             |
| Cynthia Harris       | Vera Johnson             |
| Daniel Benzali       | 'Skeeter' Warburton      |
| Gary Frank           | 'Iowa'                   |
| Frances Foster       | Grandma Johnson          |
| Doris Grau           | Hattie Rifkin            |